# Werner Baumann (Fußballspieler, 1934)
Werner Baumann (* 21. Oktober 1934) ist ein ehemaliger deutscher Fußballspieler, der in den 1950er Jahren für die BSG Motor Zwickau in der DDR-Oberliga, der höchsten Fußball-Liga in der DDR, spielte.

## Sportliche Laufbahn
Am 1. Mai 1953 bestritt der 18-jährige Baumann sein erstes Oberligaspiel. Im drittletzten Punktspiel der Betriebssportgemeinschaft (BSG) Motor Zwickau in der Saison 1952/53, einem Heimspiel gegen die BSG Motor Jena (6:0) wurde er in der 81. Minute eingewechselt. Danach dauerte es bis zum 21. Februar 1954, bis Baumann erneut für Zwickau in einem Oberligaspiel zum Einsatz kam und diesmal für 67 Minuten auf dem Platz stand. Sein erstes Oberligator erzielte er eine Woche später, als er in der Begegnung Motor Zwickau – BSG Turbine Halle (1:2), nach der Halbzeit gekommen, das Tor für seine Mannschaft erzielte. Erst in seinem vierten Oberligaspiel wurde er über die gesamte Spieldauer eingesetzt. Bis zum Saisonende bestritt er insgesamt sieben Punktspiele und kam zu zwei Torerfolgen. Außerdem stand er mit Motor Zwickau am 3. Juli 1954 als halblinker Stürmer im Endspiel um den DDR-Fußballpokal. Trotz seines Tors zum 1:1-Zwischenstand verloren die Zwickauer das Spiel gegen den Zweitligisten Vorwärts Berlin mit 1:2.
In der Saison 1954/55 spielte sich Baumann mit 21 Punktspieleinsätzen und fünf Toren in die Stammformation der BSG Motor. Als im zweiten Halbjahr 1955 im DDR-Fußball eine Übergangsrunde zur künftigen Angleichung der Saison an das Kalenderjahr ausgetragen wurde, war Baumann in alle 13 Spielen mit von der Partie. Seinen Stammspielerstatus konnte er bis 1959 behaupten. In diesen vier Spielzeiten fehlte er lediglich 1959 verletzt in vier Punktspielen und wurde vorwiegend als Stürmer auf der halbrechten oder halblinken Position eingesetzt. 1960 kam Baumann nur in der Rückrunde in neun Oberligaspielen zum Einsatz, und als 1961 wieder zur Sommer-Frühjahr-Saison zurückgekehrt wurde, fehlte er bei den ersten 13 Punktspielen und bestritt auch von den folgenden 26 Partien nur neun Begegnungen. In seiner letzten Oberligasaison 1962/63 wurde er ebenfalls nur neunmal eingesetzt. Sein letztes Oberligaspiel absolvierte Baumann am 24. März 1963 in der Partie Zwickau – Dynamo Dresden (2:1) als Rechtsaußenstürmer. Es war sein 172. Spiel in der Oberliga, in denen er 31 Tore erzielte. Beim 3:0-Pokalendspielsieg über die BSG Chemie Zeitz war Baumann nicht mehr dabei, war aber in der Saison 1963/64 noch Mitglied der BSG Motor Zwickau. Er kam noch einmal zum Einsatz im Europapokalspiel MTK Budapest – Motor Zwickau, das die Zwickauer am 30. November 1963 mit 0:2 verloren und damit bereits in der 1. Runde ausschieden.
1964/65 spielte Werner Baumann noch eine Saison lang in der zweitklassigen DDR-Liga für die BSG Aktivist Karl Marx Zwickau. Von den 30 ausgetragenen Punktspielen bestritt er noch acht Begegnungen und war mit einem Tor erfolgreich. Anschließend beendete er fast 31-jährig seine Laufbahn im höherklassigen Fußball.